# Langebaanschaatsen
Het langebaanschaatsen is een discipline in het hardrijden op de schaats, een tak van de schaatssport. Langebaanschaatsen wordt beoefend op een ijsbaan van 400 meter.
Binnen het langebaanschaatsen zijn verschillende disciplines met ieder hun eigen afstanden. Op de supersprint worden de 100 en 300 meter gereden, bij de sprint wordt 500 of 1000 meter afgelegd. De middellange afstanden zijn de 1500 en de 3000 meter. Tot de lange afstanden behoren de 5000 en 10.000 meter. Ten slotte zijn er de ploegenachtervolging, massastart en teamsprint.

## IJsbanen
Het langebaanschaatsen vindt doorgaans plaats op een ovale ijsbaan van 400 meter, sinds de jaren 60 meestal op kunstijs. Dit was een belangrijke technologische innovatie die in de jaren 60 doorzette, hoewel desalniettemin ook banen met "traditioneel" natuurijs ook nog in gebruik bleven voor internationale wedstrijden, zoals die te Davos, waarop echter niet altijd snel kon worden gereden. Standaardbanen zijn verdeeld in twee aparte banen van minstens vier meter breedte. Aan de binnenkant bevindt zich vaak een inrijbaan voor de warming up en het uitrijden van de deelnemers. Het rechte stuk tegenover de finish is het wisselgedeelte; de zogeheten kruising. Deze dient om de rijders van baan te laten veranderen, zodat een eerlijke verdeling van binnen- en buitenbochten mogelijk is.
Nederland beschikt over een groot aantal ijsbanen. Op de ijsbaan Thialf in Heerenveen worden de beste tijden gereden. In Enschede is een nieuwe ijsbaan gebouwd, de tweede volledig overdekte ijsbaan in Nederland. Deze ijsbaan is in het seizoen 2008-2009 geopend. De Elfstedenhal in Leeuwarden is de derde volledig overdekte baan in Nederland.
Afmeting wedstrijdbaan volgens Artikel 203 van het ISU reglement:
- Standaardbaan
  1. Een standaardbaan voor hardrijden is een open, overdekte of gesloten ijsbaan, met dubbele wedstrijdrijbanen, maximaal 400 meter en minimaal 333 1/3 meter lang, met twee gebogen einden van elk 180 graden, waarbij de straal van de binnenbocht niet minder dan 25 meter en niet meer dan 26 meter mag bedragen.
  2. De kruising dient gelijk te zijn aan de gehele lengte van het rechte eind, vanaf het einde van de bocht.
  3. De breedte van de binnenste wedstrijdbaan moet 4 m zijn. De breedte van de buitenwedstrijdbaan moet minstens 4 m zijn.

## Afstanden
Op de sprinttoernooien worden beide afstanden twee keer gereden. Een schaatser kan zo geen voordeel of nadeel ondervinden door te moeten starten in de binnen- of buitenbaan. Op allroundtoernooien worden voor mannen de 500, 1500, 5000 en 10.000 meter gereden (grote vierkamp) of de 500, 1500, 3000 en 5000 meter (kleine vierkamp). Voor de vrouwen zijn dit de 500, 1500, 3000 en 5000 meter (grote vierkamp) of de 500, 1000, 1500 en 3000 meter (kleine vierkamp). Aan de hand van alle verreden afstanden wordt een klassement opgesteld waarbij alle afstanden even zwaar meetellen.
Verder zijn er ook wedstrijden per afstand, waarvan het Schaatsen op de Olympische Winterspelen de belangrijkste is. Jaarlijks terugkerende wedstrijden per afstand zijn de wereldkampioenschappen schaatsen afstanden en de wereldbeker schaatsen (World Cup). Bij deze wedstrijden maken de specialisten op een bepaalde afstand meer kans.
Een relatief nieuwe discipline in het langebaanschaatsen is de ploegenachtervolging, deze houdt het midden tussen langebaanschaatsen en marathonschaatsen. Bij de ploegenachtervolging rijden twee ploegen van minimaal drie en maximaal vier personen een aantal ronden tegen elkaar. De finishtijd van de derde rijder is bepalend, de beste tijd wint. De wedstrijden kunnen ook verreden worden volgens het knock-outsysteem. Dit is een afvalsysteem waarbij de gereden tijd niet van belang is; hier telt enkel de tijd ten opzichte van de concurrent. Vanaf 2011 worden ook steeds meer wedstrijden georganiseerd als massastart ook wel 'mini-marathon' genoemd.

## Wedstrijd
Het lot beslist welke rijder in de binnen- of buitenbaan moet beginnen. De rijders melden zich voor hun rit bij de hulpstarter aan de binnenkant van de baan bij de startlijn. De starter geeft met een fluitsignaal aan wanneer de rijders zich mogen opstellen in de baan, ongeveer een meter achter de startlijn. Op het eerste commando van de starter go to the start moeten de rijders zich onverwijld vlak achter de startlijn opstellen. Als de deelnemers stilstaan volgt het commando ready, waarna deze hun startpositie bij de startlijn innemen (regel 255-a). De rijders dienen gelijktijdig in te zakken naar hun startpositie, zodat beide schaatsers tegelijk de starthouding bereiken. Nadat de schaatsers zich niet meer bewegen wacht de starter 1 tot 1,5 seconden voordat het startschot wordt gelost (regel 255-b). (Sommige onderzoekers beweren dat deze variabiliteit in het interval tussen ready en het startschot zou kunnen leiden tot ongewenste verschillen in prestatie: atleten die beginnen na een langer interval zouden zijn benadeeld). Tijdens de startprocedure mogen de schaatsers de startlijn niet raken of overschrijden, ook mogen ze zich na het aannemen van de starthouding niet meer bewegen, totdat het startschot gelost is. Gebeurt dat toch, dan is er sprake van een valse start en worden de deelnemers door de starter middels een fluitsignaal of een tweede schot teruggeroepen. Bij een tweede valse start volgt diskwalificatie voor de overtreder, ongeacht wie verantwoordelijk was voor de eerste. De overgebleven deelnemer dient in dit geval alleen te starten.
Bij afstanden langer dan 300 meter dienen de deelnemers te wisselen van baan. De rijder, die op de binnenbaan rijdt, moet telkens op de kruising naar de buitenbaan overgaan en omgekeerd. Wanneer beide rijders gelijktijdig bij de kruising aankomen, heeft de rijder die van buiten naar binnen moet wisselen voorrang. Bij de kruising staan ook de trainers van de rijders, die hen rondetijden of de verwachte eindtijd toeroepen. Het ingaan van de laatste ronde wordt altijd aangegeven door middel van een bel. Een rijder heeft de afstand afgelegd, als deze met een schaats de finishlijn aanraakt of bereikt heeft. Dit geldt ook bij een val kort voor het einde.

## Techniek

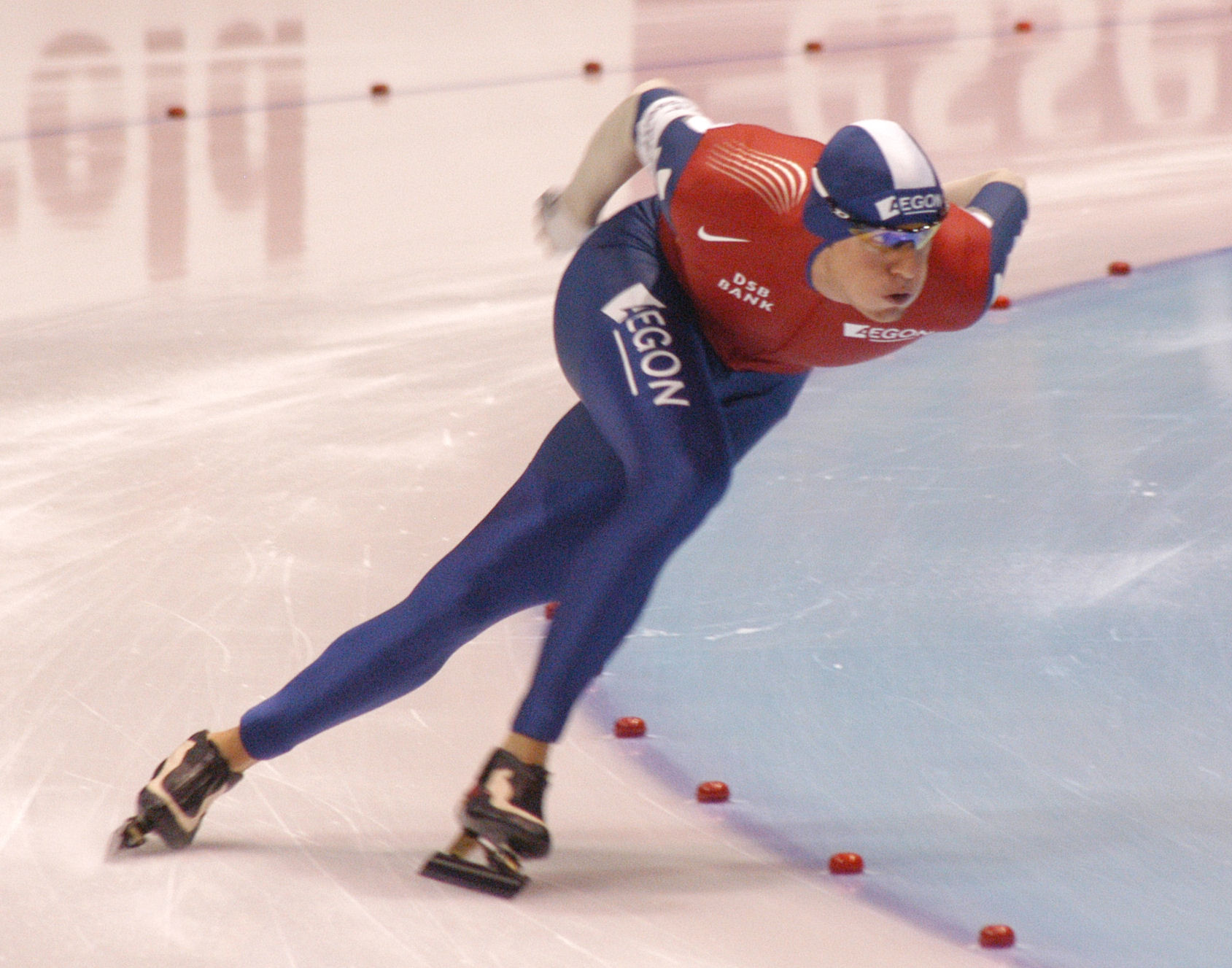
Simon Kuipers tijdens de wereldbeker in Heerenveen in 2007

Afmetingen 400 meter ijsbaan

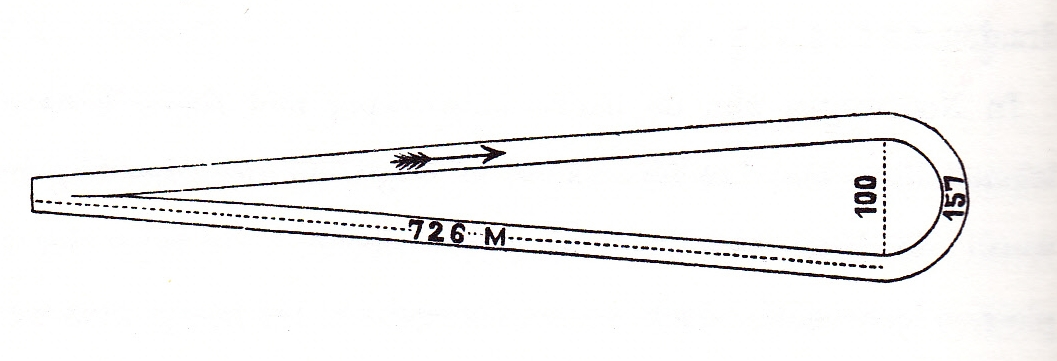
Baanvorm van de ijsbaan van Leeuwarden tijdens een van de eerste internationale schaatswedstrijden in 1885. De totale lengte is 1609 m en er is slechts 1 bocht aanwezig.

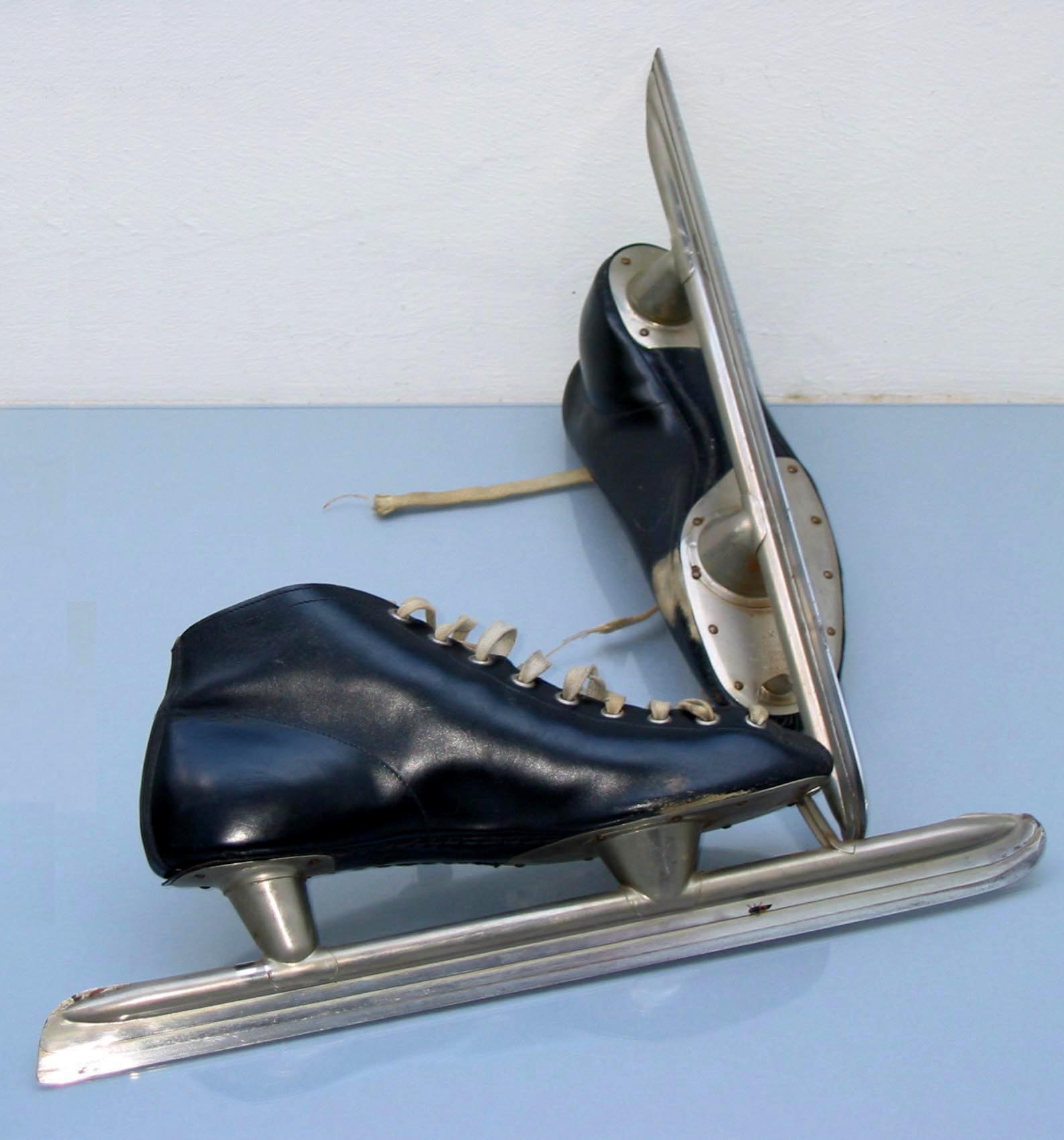
Traditionele schaatsen voor het hardrijden; zogeheten noren

Het langebaanschaatsen vereist een aparte techniek waarbij met een zijwaartse afzet een voorwaartse snelheid wordt verkregen. Bij een optimale schaatstechniek wordt zo veel mogelijk energie omgezet in voorwaartse energie.
Typerend bij een correct uitgevoerde schaatstechniek is de diepe 'zit' van de rijder met het ver naar voren gerichte bovenlichaam en de sterk gebogen knieën. De kniehoek dient ongeveer 90 graden te zijn, dit doet men door de knieën naar voren te duwen zodat het zwaartepunt van de billen achter de hielen komt te liggen. De bovenbenen ten opzichte van het onderlichaam dienen een hoek van circa 45 graden te maken. Om een goede zijwaartse afzet te verkrijgen behoren de voeten tijdens het afzetten recht naar voren gericht te zijn.
Bij de supersprint en bij de sprint van 500 meter worden beide armen krachtig meegezwaaid, op de 1000 meter zwaait men meestal met één arm (de buitenste), op de langere afstanden houdt de rijder daarentegen de handen op de rug, waarbij echter vaak in de bochten de buitenste arm meezwaait om het tempo iets te kunnen verhogen. De beentechniek bestaat uit een voortdurend afzetten en glijden. Vanuit de diepe, gehoekte houding wordt een been (het afzetbeen) naar opzij gezwaaid totdat de knie gestrekt is. Het lichaamsgewicht wordt op het andere been (het standbeen) overgebracht, waardoor een lange glijbeweging ontstaat. Het afzetbeen wordt vervolgens door een cirkelbeweging van de onderdij weer naar het lichaam gebracht, de knie van het afzetbeen komt dicht bij de knie van het standbeen, de schaats wordt zo dicht mogelijk naast de andere neergezet en de afzet naar de andere kant volgt. Het komt erop aan, de schaats zo geruisloos mogelijk met het midden van de scherpe onderkant op het ijs te brengen. Bij dit afzetten en glijden moet het heen en weer bewegen van het bovenlichaam tot een minimum worden beperkt. In de bochten hanteert men de overstaptechniek, waarbij de rechterschaats over de linker wordt gebracht na een krachtige afzet naar rechts.
Bij de start staan de rijders onder een hoek van 40 - 45 graden met licht gebogen knieën voor de startlijn. Vervolgens wordt bijvoorbeeld de rechterarm geheven ter hoogte van de rechterschouder, de gebogen linkerarm hangt langs het linker dijbeen. Behalve staande, kunnen schaatsers ook starten vanuit een hurkende houding waarbij één hand ter ondersteuning op het ijs wordt gehouden. Na het startschot rijden de deelnemers met krachtige armbewegingen en snelle passen weg waarbij de schaatspunten eerst naar buiten worden gericht, men probeert zo snel mogelijk in glijden over te gaan.

## Schaatstraining buiten de schaatsbaan
Voor de instandhouding van een goede conditie wordt er buiten het schaatsseizoen regelmatig getraind door middel van skeeleren en wielrennen. Deze sporten zijn met name geschikt omdat hierbij grotendeels dezelfde spiergroepen worden gebruikt als bij het schaatsen. Met zogenaamde imitatieoefeningen (aan de schaatsbeweging aangepaste gymnastiekoefeningen) worden spierkracht en coördinatie op peil gehouden. Tot het trainingsprogramma behoort vaak ook krachttraining met gewichten.

## Uitrusting

### De schaatsen
Ten eerste gebruikt men natuurlijk schaatsen. Moderne 'hardrijschaatsen' zijn vervaardigd uit hard staal van hoge kwaliteit,  het glij-ijzer heeft een lengte van 40 tot 44 cm. Het loopvlak, de zogenaamde kling, is in de lengte licht gekromd en slechts 0,9 tot 1,3 mm dik. Een goed geslepen schaats is voor een topprestatie onontbeerlijk. Iedere rijder maakt gewoonlijk zelf zijn ijzers scherp, dit gebeurt handmatig door middel van een slijptafel en platte slijpsteen.
Veel (betere) langebaanschaatsers maken gebruik van klapschaatsen, die bij het afzetten uitklappen, waardoor men langer druk kan houden, harder af kan zetten en dus meer snelheid kan houden. De schaatsschoenen kunnen vervaardigd zijn van zacht leer, of ze zijn gemaakt van een harde kunststof. Hoewel de schoen slechts tot de enkels reikt heeft de rijder toch goed houvast door een hielkap, die de voet ondersteunt.

### De wedstrijdkleding
Nadat de schaatssport in de jaren 60 in het teken had gestaan van het rijden op kunstijs als belangrijke technologische innovatie, volgde in de jaren 70 een volgende technologische innovatie die sneller schaatsen mogelijk maakte: dat van het aerodynamische skinsuit, dat echter pas halverwege de jaren 70 echt algemeen ingang zou vinden.
Tijdens wedstrijden draagt men sindsdien doorgaans een schaatspak van nauwsluitend lycra of dergelijk materiaal, dat voorzien is van een capuchon. Het pak, dat strak om het lichaam zit, vermindert de  luchtweerstand. Om de aerodynamica verder te verbeteren bestaan de betere versies vaak uit verschillende materialen. Aan het schaatspak zitten duimen zonder top zodat de mouwen tijdens het schaatsen niet omhoog kunnen gaan. Om de spieren bij het inrijden voor een wedstrijd warm te houden, worden jacks, (rits)broeken, salopeds e.d. gedragen.
Tijdens de training worden dikwijls handschoenen gedragen, deze geven bescherming en warmte. Bij een wedstrijd wordt dit minder vaak gedaan. De meeste wedstrijdschaatsers dragen een bril ter vermindering van het uitdrogen van de ogen. Steeds meer schaatsers kiezen ervoor zonder sokken te rijden in zo nauw mogelijke schoenen. Dit vermindert de kans op schuiven van de voet in de schoen en dit zorgt voor meer 'contact' met het ijs. Bovendien zijn de schoenen vaak op de (blote) voet gevormd en dus precies passend zonder sokken. Bij sommige onderdelen zoals de massastart is een schaatshelm verplicht.

## De ontwikkelingen in het langebaanschaatsen
Het langebaanschaatsen kent een dynamische ontwikkeling. Zo deed midden jaren negentig van de twintigste eeuw de klapschaats zijn intrede en ook de thermoplastische (schaats)schoen is vrij nieuw. Deze schoenen kunnen in een speciale oven worden geplaatst om ze vervormbaar te maken, waarna men ze als het ware om de voeten kan boetseren. Mochten de nauw aansluitende schoenen desondanks niet comfortabel zitten, dan kunnen deze altijd terug in de oven. Ook de schaatspakken die door de wedstrijdschaatsers worden gedragen kennen een snelle ontwikkeling, waarbij vooral de aerodynamica verder wordt verbeterd.